# 约翰·麦克阿瑟 (牧师)
约翰·麦克阿瑟（John Fullerton MacArthur Jr.，1939年6月19日— 2025年7月14日）是一位美国牧师和作家，他主持的全国基督教广播和电视节目名为“恩典之声”。自1969年2月9日起，他一直担任加利福尼亚州森谷非宗派教会——恩典社区教会的牧师。他现在是Santa Clarita的The Master's University和The Master's Seminary的荣休校长。

## 神学观点

### 圣经的权威
他相信圣经是无误的，无谬误，因为它是"神的话语"，而神不能撒谎 。

### 属灵恩赐停止论
麦克阿瑟是一位停止主义者，他认为圣经中描述的“记号性恩赐”（如预言）是暂时赋予使徒的，以证实新约经文的起源和真实性，而在使徒时代结束时，这些恩赐已经完成了它们的目的，因此停止了。他是美国基督教中最突出的声音之一，反对五旬节运动和灵恩派运动的持续主义信仰，后者主张神今天仍然赋予记号性的恩赐。麦克阿瑟已经就此主题写了三本书。
麦克阿瑟认为，现代的“异象、启示、天堂的声音...梦境、说方言、预言、灵魂出窍、天堂之旅、神的膏抹、奇迹[都是]错误的，全部是谎言，却被灵恩派错误地归因于圣灵。”他曾评论说，“灵恩派运动偷走了圣灵，创造了一个金牛犊，他们围着金牛犊跳舞，好像它就是圣灵。”

### 基督的主权
麦克阿瑟坚信"只要你口里承认耶稣为主，心里相信神使他从死里复活，就必定得救"（罗马书10:9）。麦克阿瑟认为，承认耶稣基督为主是白白的恩典神学的必要组成部分。他表示："你必须全然接受耶稣基督，既是主也是救主，才能真正得救（彼得后书2:20）"。关于永恒的安全，他强调："不应该是一次得救，永远得救。希伯来书12:14直言不讳地说，只有那些持续过着圣洁生活的人才能进入主的面前。"这些观点在美国福音派中引起了争议，并被白白赐予的恩典神学家如查尔斯·赖瑞和赞恩·C·霍奇斯等人挑战，他们认为麦克阿瑟是在教导基于行为的救恩。麦克阿瑟否认了这一指控。